# Мир (платни систем)
Мир је национални платни систем Руске Федерације. Формиран је као одговор на санкције против Руске Федерације из 2014. године, а с циљем обезбјеђивања платне способности и финансијске безбједности независно од спољашње политичке и економске ситуације.